# Epitola divisa
Epitola divisa är en fjärilsart som beskrevs av Butler 1901. Epitola divisa ingår i släktet Epitola och familjen juvelvingar. Inga underarter finns listade i Catalogue of Life.